# Oliver Kent

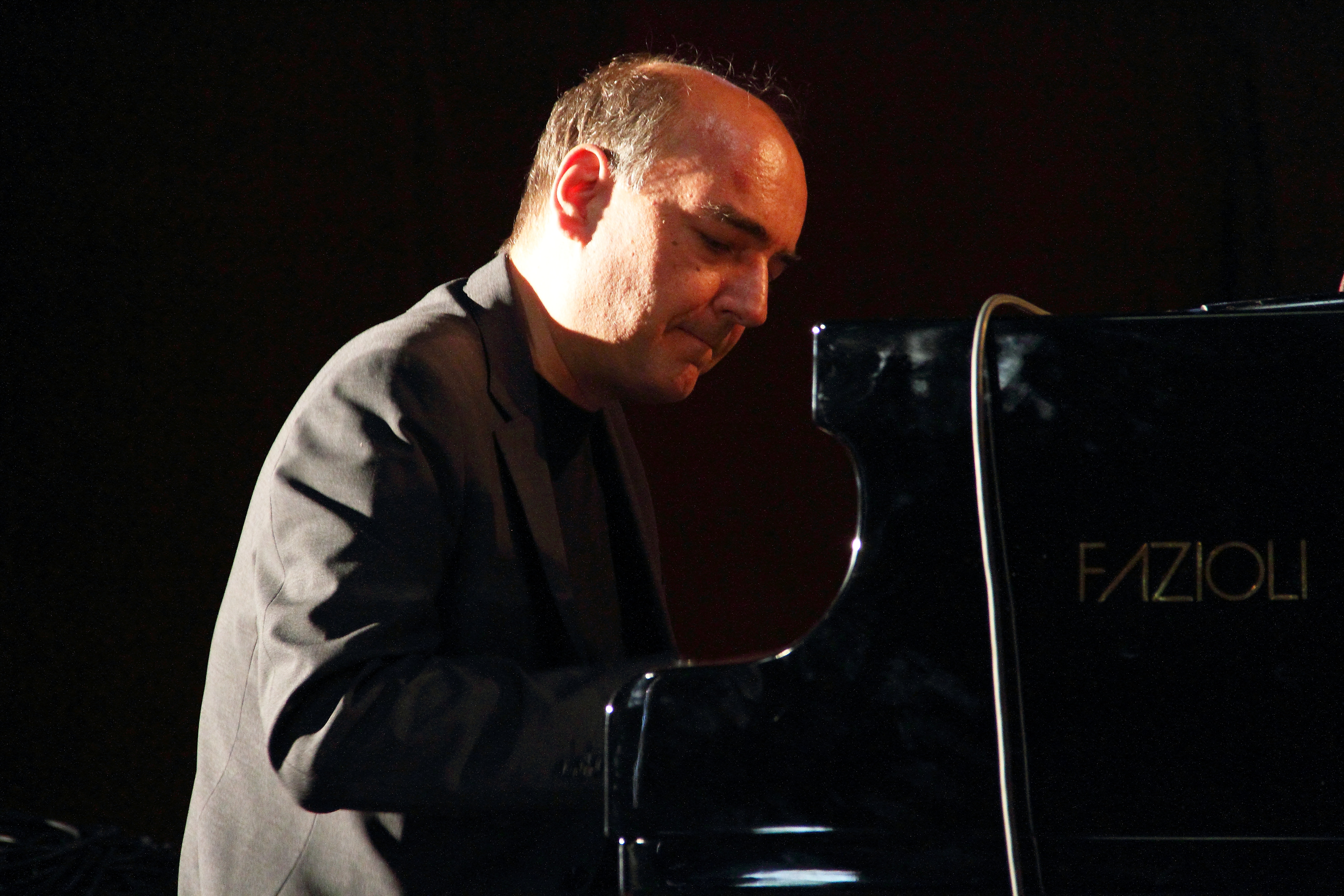
Oliver Kent mit Triple Ace auf dem INNtöne Jazzfestival 2017

Oliver Kent (* 13. November 1969 in Innsbruck) ist ein österreichischer Jazzpianist. 
Kent lernte klassisches Klavier bei seinem Vater Fuat Kent in Vorarlberg. 1987 zog er nach Wien, um Jazzpiano und Musiktheorie am Konservatorium der Stadt Wien zu studieren; bereits während dieser Zeit begleitete er Musiker wie Karl Ratzer, Art Farmer oder Idris Muhammad. 1994 verbrachte er in New York, wo er mit Eddie Henderson und Valery Ponomarev arbeitete. 1995 kam er zurück nach Wien, wo er Mitglied des Quartetts von Roman Schwaller wurde. Er arbeitete mit dem Concert Jazz Orchestra Vienna, der Jazz Big Band Graz, Gansch & Roses sowie dem Flip Philipp – Ed Partyka Dectet. Mit dem Bassisten Gerhart Ulrich Langthaler unterhält er ein Septett, das zwei Alben veröffentlichte. Mit Langthaler und Dusan Novakov bildet er das Trio Triple Ace. Auch ist er auf Alben von Paulo Cardoso und Johannes Enders zu hören.
Seit dem Jahr 2002 hat er die Professur für Jazzpiano an der Privatuniversität Konservatorium der Stadt Wien inne.

## Preise und Auszeichnungen
2002 erhielt er den Hans-Koller-Preis in der Kategorie „Sideman of the Year“; zwei Jahre später erhielt er den Hans Koller Preis in der Kategorie „best CD of the year“. Mit dem Johannes Enders Quartett war er 2007 der Gewinner des Neuen Deutschen Jazzpreises.

## Diskographische Hinweise
- 400 Years ago Tomorrow
- Oliver Kent Selim A Pure Formality (2002)
- Oliver Kent/Herwig Gradischnig Day Dreams (2004)
- Mario Gonzi / Oliver Kent / Roman Schwaller Welcome Back from Outer Space (2008)